# (3465) Trevires
(3465) Trevires es un asteroide perteneciente al cinturón de asteroides, descubierto el 20 de septiembre de 1984 por Henri Debehogne desde el Observatorio de La Silla, Chile.

## Designación y nombre
Designado provisionalmente como 1984 SQ5. Fue nombrado Trevires en homenaje a la etnia celta Tréveros habitantes de la galia belga.